# Crusnes
Crusnes este o comună franceză situată în departamentul Meurthe-et-Moselle, în regiunea Grand Est.

## Geografie
Această comună a fost un sat de frontieră cu Germania între 1871 și 1918. Se află la aproximativ zece kilometri de Luxemburg.

### Comune limitrofe
|                  | Villerupt | Audun-le-Tiche (Moselle) |
| Bréhain-la-Ville |           |                          |
| Errouville       |           | Aumetz (Moselle)         |

### Hidrografie
Comuna este traversată de linia de separare a apelor între bazinele hidrografice ale Rinului și Meusei, în cadrul bazinului Rhin-Meuse. Nu este drenată de niciun curs de apă.

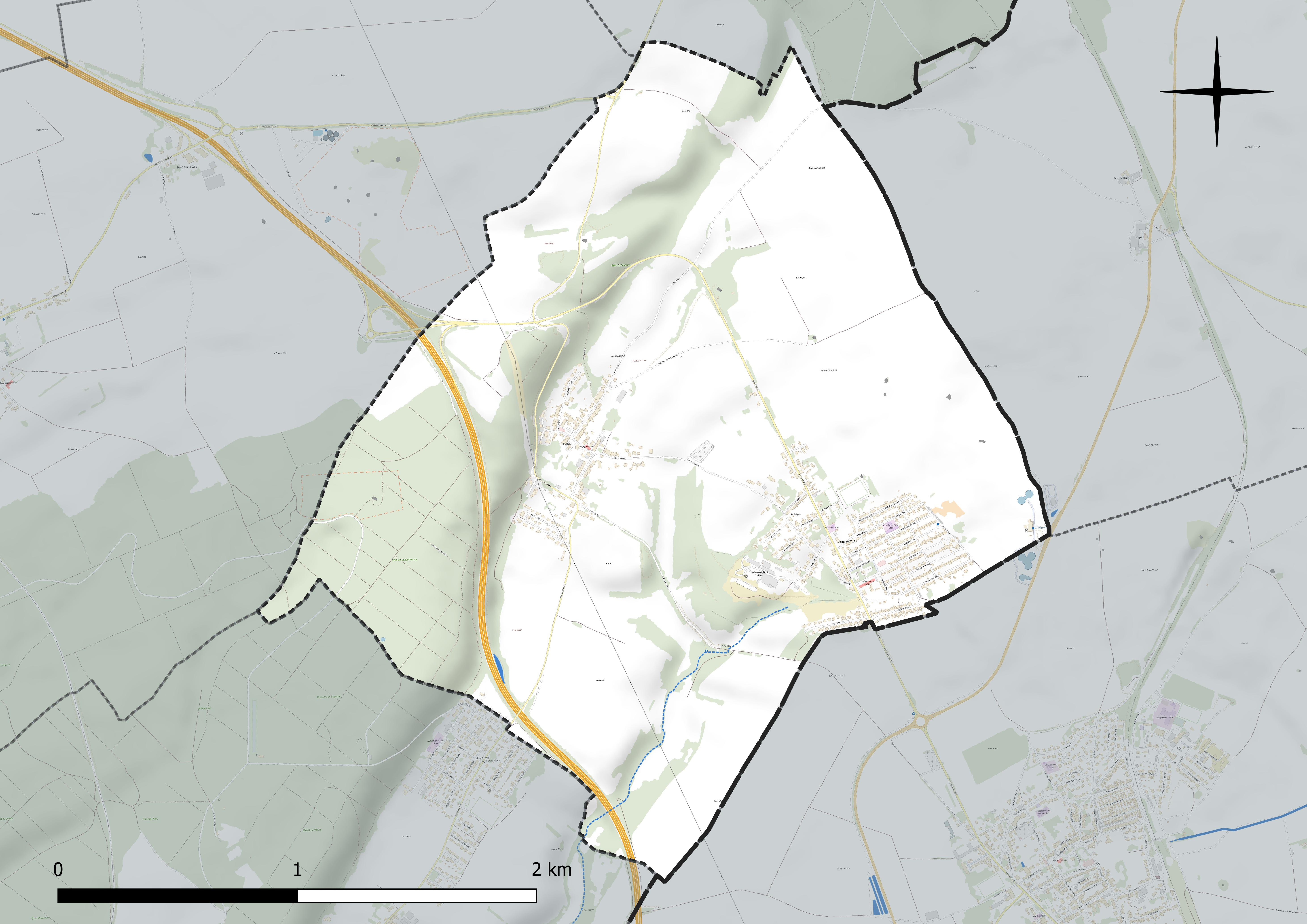
Crusnes - rețeaua hidrografică.

### Climă
În 2010, clima comunei era de tip montan, conform unui studiu al CNRS, bazat pe o serie de date aferente perioadei 1971-2000. În 2020, Météo-France a publicat o tipologie a climatului din Franța metropolitană, în care comuna este clasificată cu un climat semi-continental și se află în regiunea climatică Lorena, platoul Langres, Morvan, caracterizată printr-o iarnă aspră (1,5 °C), vânturi moderate și ceață frecventă în toamnă și iarnă.
Pentru perioada 1971-2000, temperatura medie anuală este de 9 °C, cu o amplitudine termică anuală de 16,6 °C. Cantitatea medie anuală de precipitații este de 935 mm, cu 13,4 zile de precipitații în ianuarie și 9,4 zile în iulie. Pentru perioada 1991-2020, temperatura medie anuală observată la stația meteorologică cea mai apropiată, situată în comuna Villette la 27 km distanță în linie dreaptă, este de 10,1 °C, iar cantitatea medie anuală de precipitații este de 909,4 mm.
Pentru viitor, parametrii climatici estimati pentru comună, pentru anul 2050, conform diferitelor scenarii de emisii de gaze cu efect de seră, pot fi consultati pe un site dedicat publicat de Météo-France în noiembrie 2022.

## Urbanism

### Tipologie
La 1 ianuarie 2024, Crusnes este clasificată drept târg rural, conform noii grile comunale de densitate cu șapte niveluri definită de INSEE (Institutul Național de Statistică și Studii Economice) în 2022. Comuna este situată în afara unei unități urbane. De asemenea, Crusnes face parte din zona metropolitană a Luxemburgului (partea franceză), fiind o comună din coroana acesteia. Această zonă, care cuprinde 115 comune, este clasificată în categoriile de 700 000 de locuitori sau mai mult (exceptând Parisul).

### Utilizarea terenului
Ocupația solurilor din comună, așa cum reiese din baza de date europeană privind ocupația biofizică a solurilor Corine Land Cover (CLC), este caracterizată de predominanța teritoriilor agricole (67,4 % în 2018), în scădere față de 1990 (68,4 %). Distribuția detaliată în 2018 este următoarea: terenuri arabile (53,6 %), păduri (20,4 %), pajiști (13,9 %), zone urbanizate (12,2 %). Evoluția ocupării terenurilor în comună și a infrastructurilor sale poate fi observată pe diferitele reprezentări cartografice ale teritoriului: harta Cassini (secolul XVIII), harta de stat-major (1820-1866) și hărțile sau fotografiile aeriene ale IGN pentru perioada actuală (1950 până în prezent).

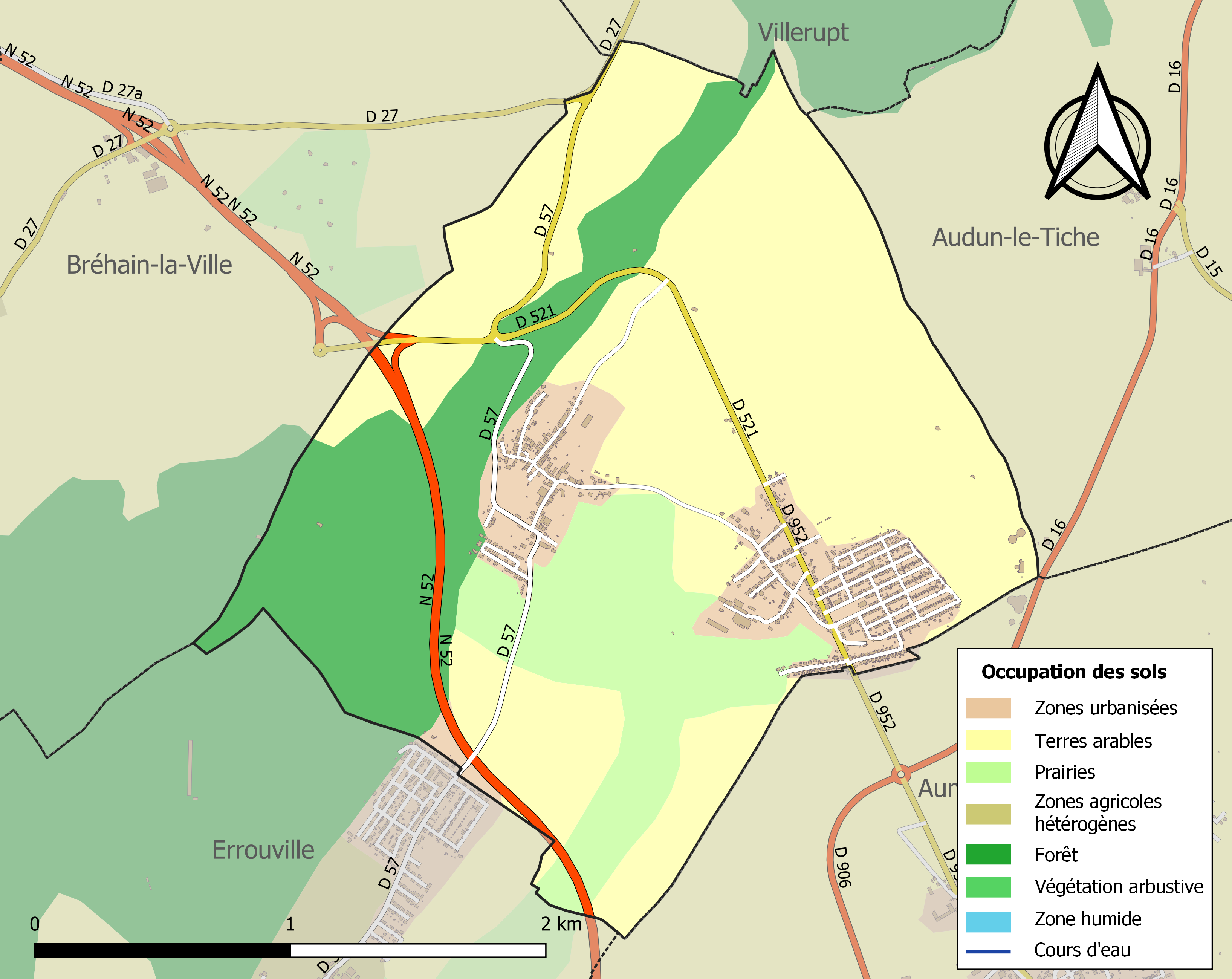
Harta infrastructurii și utilizării terenului a comunei în 2018 (CLC).

## Toponimie
Mențiuni vechi: Crusna și Crune (1254), Crusne (1341), Cruine (1654), Crunes (1793), Crune (1801).
În luxemburgheză Krongen.

## Istorie
Satul este menționat încă din anul 636 sub denumirea Cruna Fluviolu. În 1254, aparținea de abația Villers-Bettnach (Saint-Hubert), deși făcea parte din dieceza de Trier, ca parohie a decanatului Luxemburg.
În 1817, satul avea 193 de locuitori și 31 de case. A fost ridicat la rang de comună în 1833.

### Războiul franco-german din 1870
În anul 1871, Adolphe Thiers dorea să ofere mai mult spațiu fortăreței din Belfort, care trebuia să rămână franceză. Germanii, conștienți de valoarea minieră considerabilă a subsolului, au acceptat această condiție, cu excepția faptului că au cerut în schimb anexarea unor comune prin deplasarea spre vest a frontierei stabilite inițial în preliminariile de pace semnate la Versailles pe 26 februarie 1871. Astfel, comunele Rédange, Thil, Villerupt, Aumetz, Boulange, Lommerange, Sainte-Marie-aux-Chênes și Vionville au devenit teritoriu german.
Cu toate acestea, Villerupt și Thil au rămas franceze datorită intervenției normandului Augustin Pouyer-Quertier, ministru de finanțe în guvernul Thiers. Comuna vecină, Crusnes, a rămas franceză datorită căpitanului Aimé Laussedat, responsabil cu delimitarea noii frontiere.
Mica comună Crusnes, al cărei subsol era bogat în minereuri, a fost uitată pe harta de bază a Tratatului de la Frankfurt.
Comisarul german a afirmat că „Crusnes este un cătun al Aumetz, deci trebuie să urmeze soarta Aumetz”. Însă comisarul francez, căpitanul Aimé Laussedat, a respins această afirmație: „Afirmație inexactă! Crusnes este o comună independentă de aproape patruzeci de ani”.
Prin opoziția fermă a reprezentantului francez, Crusnes a fost păstrată în Franța. Însă, în schimb, partea germană a cerut o compensație teritorială, sub forma unor păduri aflate pe teritoriul comunei Avril, o localitate franceză situată la noua frontieră. Acest lucru a generat tensiuni: comisarul francez a amenințat cu ruperea negocierilor, refuzând orice cedare teritorială pentru un transfer asupra căruia germanii nu aveau niciun drept legitim.
În final, Franța a câștigat disputa: Crusnes a rămas franceză, o comună cu 600-700 de hectare și 372 de locuitori, iar pădurile din Avril au fost păstrate, comuna rămânând integral în Franța.

### Secolul XX
Istoria modernă a comunei Crusnes este strâns legată de Linia Maginot. Satul este înconjurat de numeroase blockhaus-uri și fortificații care aparțin Sectorului fortificat de la Crusnes.
La sfârșitul anilor 1970, un cutremur a fost resimțit în zonă. În realitate, nu a fost vorba de un fenomen seismic, ci de un prăbușire minieră, solul afundându-se cu aproape un metru din cauza exploatărilor subterane.

## Populația și societatea

### Date demografice
Evoluția numărului de locuitori este cunoscută prin recensămintele populației efectuate în comună începând din 1793. Pentru comunele cu mai puțin de 10 000 de locuitori, un recensământ al întregii populații este realizat la fiecare cinci ani, populațiile legale pentru anii intermediari fiind estimate prin interpolare sau extrapolare.
În 2022, comuna număra 1559 locuitori, în scădere cu -0,95 % față de 2016 (Meurthe-et-Moselle: -0,13 %, Franța fără Mayotte: +2,11 %).
| An        | 1793 | 1806 | 1841 | 1861 | 1876 | 1886 | 1901 | 1921 | 1936 | 1962 | 1982 | 2006 | 2014 | 2022 |
| --------- | ---- | ---- | ---- | ---- | ---- | ---- | ---- | ---- | ---- | ---- | ---- | ---- | ---- | ---- |
| Populație | 212  | 174  | 360  | 372  | 350  | 302  | 323  | 1115 | 2212 | 2615 | 1590 | 1604 | 1609 | 1559 |

## Cultură locală și patrimoniu

### Locuri și monumente
- Monumentul eroilor din Crusnes Village, dedicat soldaților căzuți în Primul Război Mondial (1914-1918).
- Biserica Sainte-Barbe: construită în 1939 la inițiativa familiei de Wendel, a fost realizată de firma Ferdinand Fillod. Este una dintre puținele biserici din Europa construite integral din metal, având o structură din fier. A fost clasată monument istoric prin ordinul din 14 iunie 1990[31] și restaurată în 2006.
- Biserica parohială Saint-Léger din Crusnes Village: reconstruită în 1736, apoi din nou în 1860.
- Calvarul numit „Croix Boulanger”, situat la 22, rue de la Mairie, ridicat în 1714 (data inscripționată), pe cheltuiala lui Jacques Goeury și a soției sale Catherine Mengin. Reversul crucii, sculptat cu scene religioase, este lipit de fațada casei și nu este vizibil.
- Crucea monumentală, situată la 17, Grande Rue, construită în 1785, reprezentând: Hristos răstignit, motive vegetale, flori, inimă, floare de crin.
- Sistemul de extracție al puțului de mină Errouville.